# Oxyuridae
Famille
Les oxyuridés (Oxyuridae) sont une famille de nématodes (les nématodes sont un embranchement de vers non segmentés, recouverts d'une épaisse cuticule et menant une vie libre ou parasitaire). L'espèce Enterobius vermicularis, communément appelée oxyure, est un parasite de l'homme et provoque l'oxyurose.

## Liste des genres
N.B. : cette liste est probablement incomplète.
- Archeonema Ricci, 1988
- Citellina Prendel, 1928
- Enterobius Leach, 1853
- Lemuricola Chabaud & Petter, 1959
- Oxyuris Rudolphi, 1803
- Passalurus Dujardin, 1845
- Skrjabinema Werestchajin, 1926
- Syphabulea Gubanov, 1964
- Syphacia Seurat, 1916

## Traitement
Il existe divers médicaments permettant de traiter les parasites nématodes. Ces médicaments appartiennent à la famille des anthelminthiques et sont administrés en prise unique pour ce parasite. Pour traiter l’oxyure qui se trouve dans la lumière des intestins, on utilise des médicaments benzimidazolés comme le Flubendazole, l'Albendazole ; ainsi que d'autres médicaments comme l'Embonate de pyrvinium ou le Pyrantel. 

### Mode d'action
Les benzimidazolés vont inhiber la polymérisation des tubules en établissant des liaisons de forte affinité avec la β-tubuline parasitaire, ce qui aura des répercussions sur de nombreuses fonctions cellulaires et entraînera la mort du parasite.
Le pyrantel est un agoniste des récepteurs nicotiniques à l’acétylcholine, il entraînera une dépolarisation neuromusculaire, une paralysie spastique et enfin une expulsion des vers.

### Effets indésirables
Ces sont généralement des molécules bien tolérées, passant peu voire pas dans la circulation sanguine et restant dans la lumière des intestins. L’Embonate de pyrvinium (POVANYL) est susceptible de colorer les selles en rouge.

### Contre indications
Pour le 1er trimestre de la grossesse, il existe un effet tératogène des imidazolés. De plus, il faut éviter la consommation l’alcool qui donne un effet antabuse.